# Ferdynand Liebling
Ferdynand Feiwel Liebling (ur. 20 maja 1877 w Krakowie, zm. 1942 w okolicach Wieliczki) – polski architekt żydowskiego pochodzenia, działający w Krakowie.

## Życiorys
Syn Mojżesza i Cecylii Weinsberger. W 1896 ukończył edukację w Szkole Przemysłowej w Krakowie. Praktykował m.in. u Juliusza Reinigera i Józefa Pokutyńskiego. Odbywał także praktyki w Berlinie. W latach 1901–1902 pracował u Zygmunta Luksa. W 1905 założył spółkę budowlaną wraz z Chaimem Kahanem. W 1922 przedsiębiorstwo rozwiązano, a Liebling otworzył nową spółkę z Jozuem Oberlederem. W 1924 dołączył do Stowarzyszenia „Solidarność” B’nai B’rith. Był członkiem Stowarzyszenia Izraelitów Postępowych i  Krakowskiego Towarzystwa Technicznego. Należał też do charytatywnego żydowskiego Stowarzyszenia Nadzieja. Po zajęciu Krakowa przez Niemców został zmuszony do wyprowadzki z miasta w 1940. Przeniósł się do Borku Fałęckiego, a później do Wieliczki. Latem 1942 został zamordowany przez gestapo.

## Wybrane realizacje
- 1902: projekt konkursowy nagrodzony II nagrodą na budynek hali przedpogrzebowej nowego cmentarza żydowskiego przy ulicy Miodowej w Krakowie
- 1902–1903: kamienica przy ulicy Starowiślnej 32 w Krakowie
- 1905: gmach Sądu Powiatowego i Urzędu Podatkowego Miasta Podgórza przy ulicy Czarnieckiego 3 w Podgórzu
- 1905–1906: kamienica przy ulicy Wielopole 9 w Krakowie
- 1907–1908: kamienica przy ulicy Dietla 27 w Krakowie
- 1908: kamienica przy ulicy Dietla 25 w Krakowie
- 1911: niezrealizowany projekt przebudowy kamienicy przy ulicy Brackiej 6 w Krakowie
- 1911: projekt konkursowy nagrodzony III nagrodą na Hotel Krakowski, dom administracyjny i czynszowy Towarzystwa Wzajemnych Ubezpieczeń Urzędników Prywatnych we Lwowie
- 1913: projekt konkursowy nagrodzony III nagrodą na ratusz w Drohobyczu
- 1923: kamienica przy ulicy Stanisława 12 w Krakowie (wspólnie z Jozue Oberlederem)
- 1923–1926: kamienica przy ulicy Kordeckiego 5 w Krakowie (wspólnie z Jozue Oberlederem)
- 1924: przebudowa synagogi Tempel w Krakowie (wspólnie z Jozue Oberlederem)
- 1927: przebudowa synagogi Ahawat Raim w Krakowie (wspólnie z Jozue Oberlederem)
- 1927: kamienica przy ulicy Kordeckiego 3 w Krakowie (wspólnie z Jozue Oberlederem)
- 1931: leżalnia dla dzieci żydowskich chorych na gruźlicę "Towarzystwa Ochrony Zdrowia" w Krakowie
- 1937–1939: Synagoga w Szpitalu Żydowskim w Krakowie[3][4]

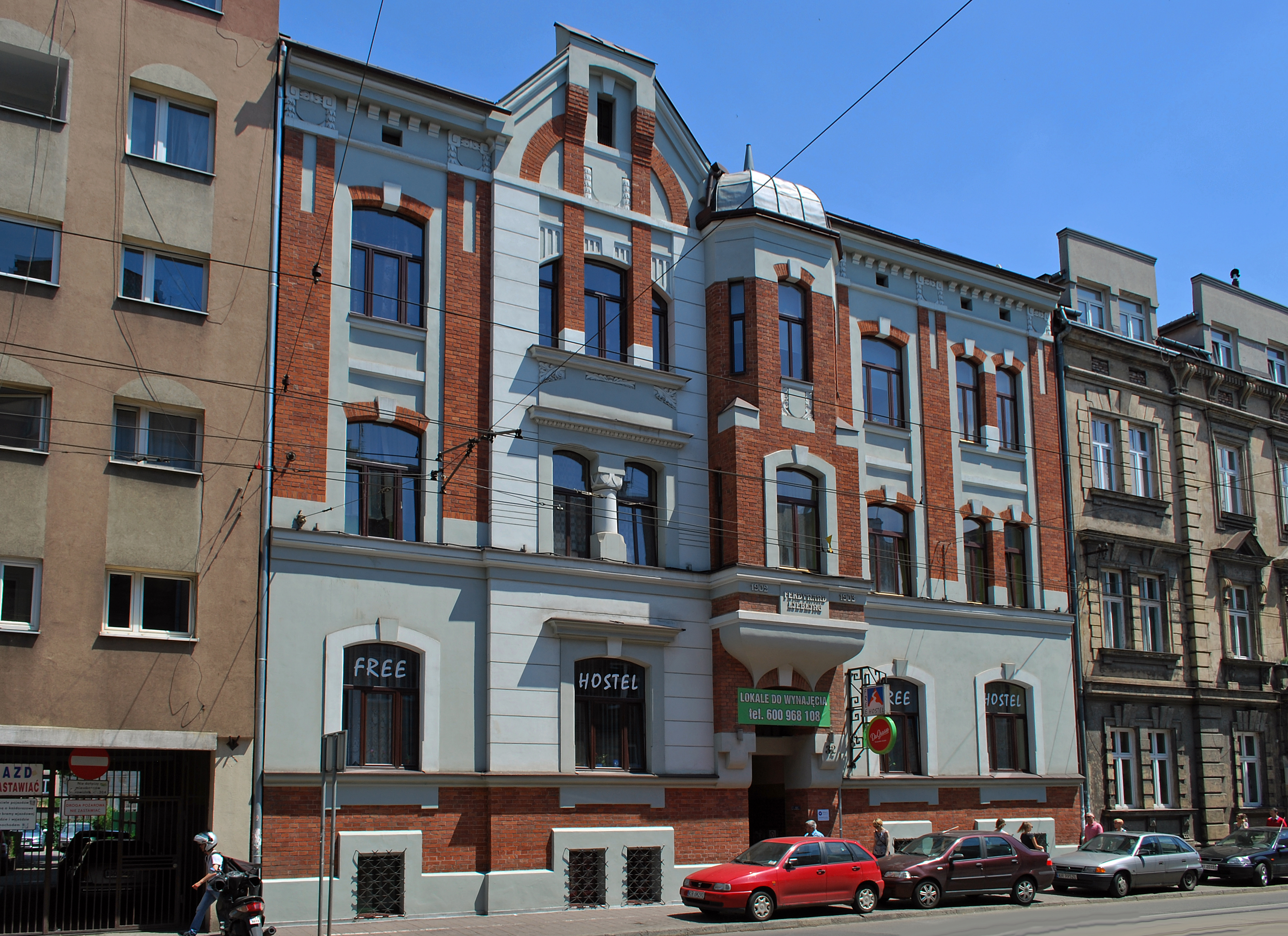
Kamienica (1902) Kraków, ul. Starowiślna 32
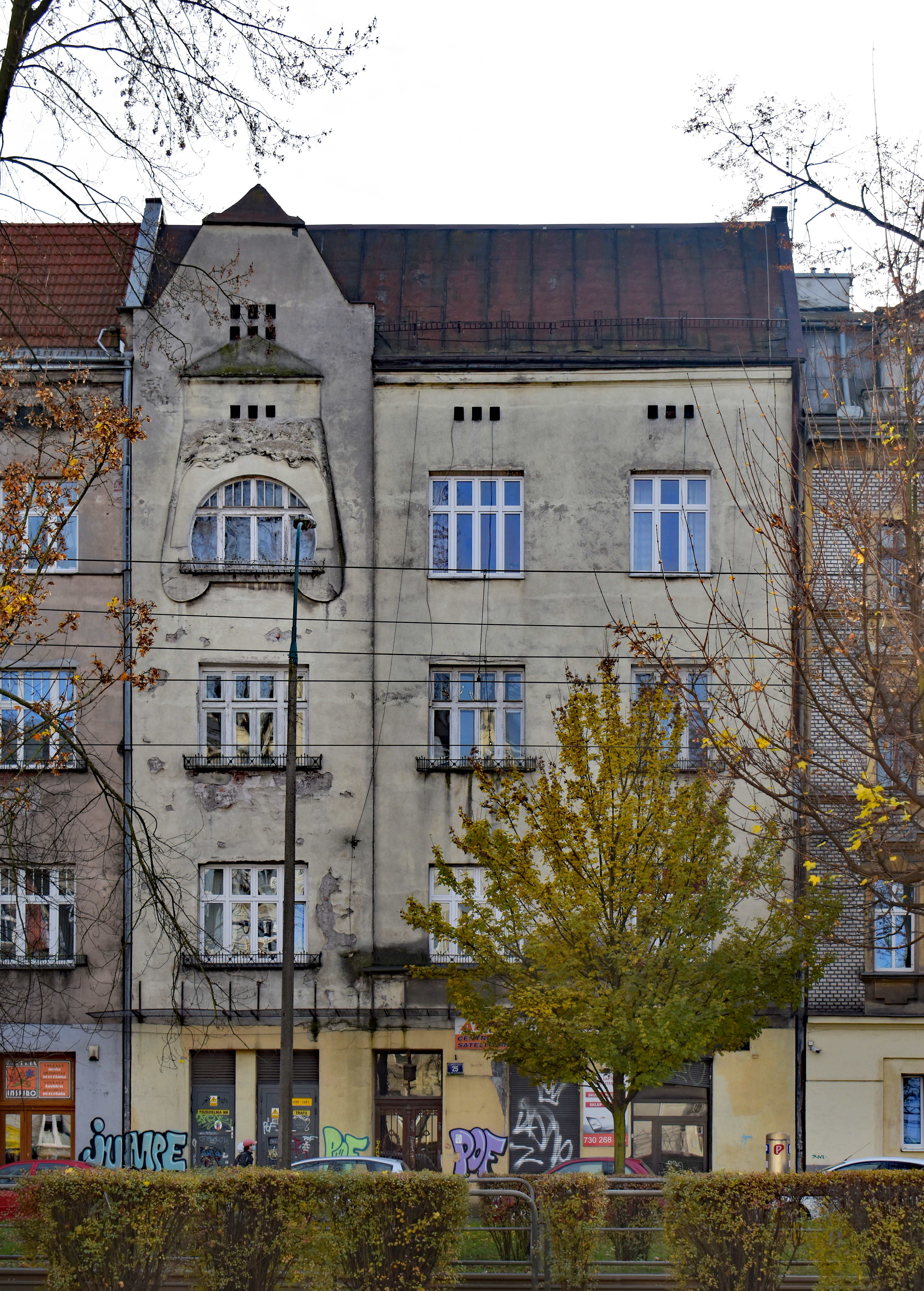
Kamienica (1908) Kraków ul. Józefa Dietla 25
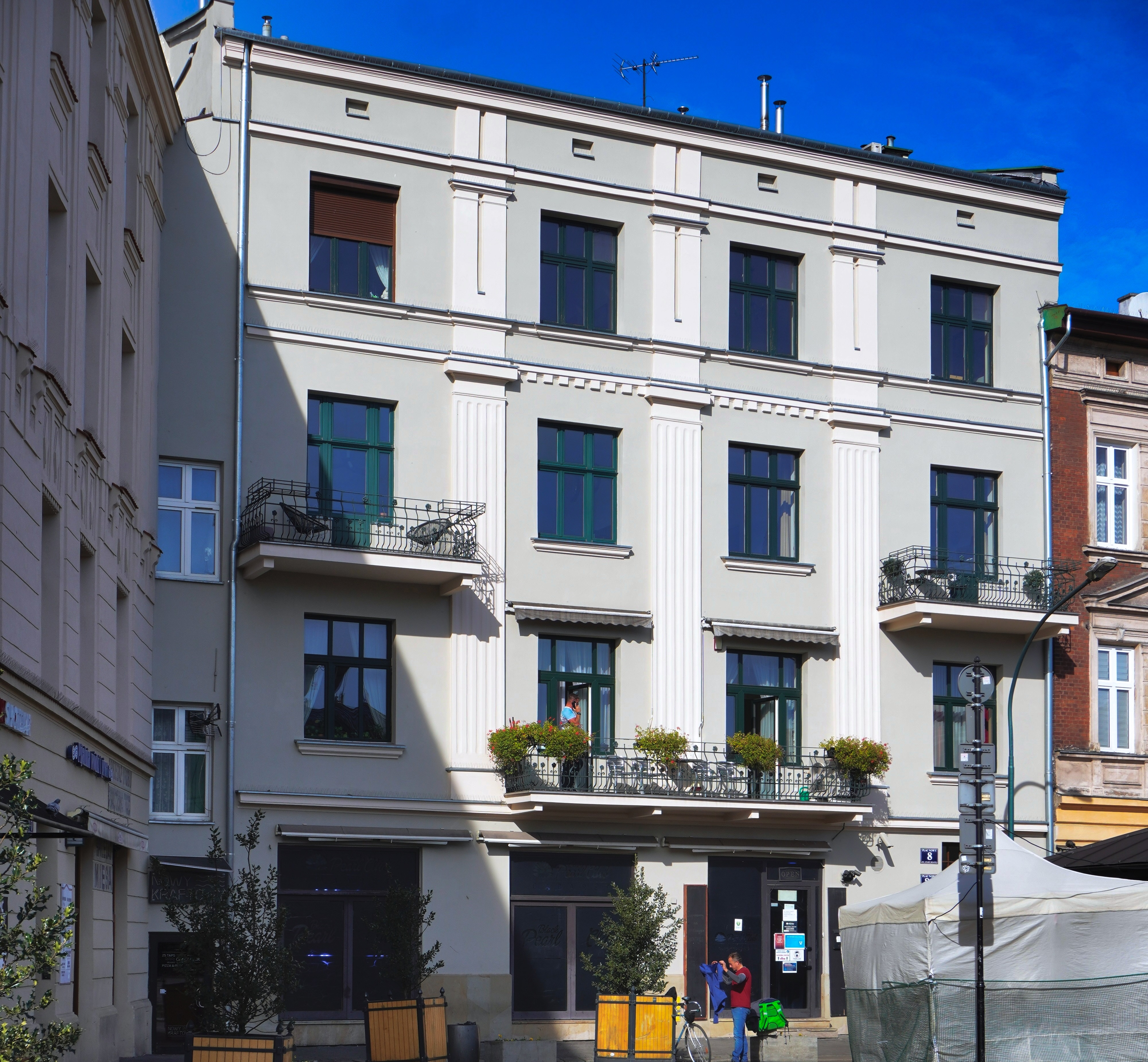
Kamienica (1923, wspólnie z Jozue Oberlederem), Kraków, pl. Nowy 8